# Světový pohár v ledolezení 2019
Světový pohár v ledolezení 2019 (anglicky UIAA Ice Climbing World Cup 2019) probíhal začátkem roku 2019 (zimní sezóna 2018/2019) v šesti městech a zemích v obou disciplínách (obtížnost a rychlost) pod patronací Mezinárodní horolezecké federace (UIAA).

## Přehledy závodů
Do celkového bodování se počítaly pět nejlepších výsledků z jednotlivých kol (jeden nejhorší se škrtal). Na prvním místě se závodníci ve všech disciplínách suverénně udrželi od druhého až po šesté kolo. V ledolezení na obtížnost vybojoval po posledním závodu bronzovou příčku Švýcar Yannick Glatthard, který si druhou zlatou medailí polepšil o tři stupně, obdobně ze čtvrté pozice se na bronzovou prodrala Irka Eimir Mcswiggan, když se její soupeřka neúčastnila posledního závodu.
V ledolezení na rychlost se posledního závodu účastnili jen dva Rusové ze sedmi v první desítce. Ti zde získali dvě medaile, ale před svými krajany si polepšil jen Nikolaj Kuzovlev, který díky zlatu získal celkově druhé místo. U žen skončily po pátém kole dvě ruské závodnice shodně na druhém místě a o jejich konečném pořadí rozhodlo poslední kolo.

### Česká stopa
Z českých závodníků se třetího kola zúčastnila Aneta Loužecká, která skončila v obou disciplínách poslední. Ve čtvrtém kole pak předposlední na obtížnost, v rychlosti byla ale již třináctá z osmnácti závodnic, čímž si polepšila v celkovém hodnocení této disciplíny (22. z 44.), celkově nakonec skončila na 48. a 25. místě z 51 a 59 závodnic.

### Kalendář
| Kalendář závodů SP 2019 v ledolezení | Kalendář závodů SP 2019 v ledolezení | Kalendář závodů SP 2019 v ledolezení | Kalendář závodů SP 2019 v ledolezení                        | Kalendář závodů SP 2019 v ledolezení | Kalendář závodů SP 2019 v ledolezení | Kalendář závodů SP 2019 v ledolezení | Kalendář závodů SP 2019 v ledolezení |
| Datum                                | Místo                                | Země                                 | Web                                                         | Počet závodníků                      | Počet závodníků                      | Počet zemí                           | Počet zemí                           |
| Datum                                | Místo                                | Země                                 | Web                                                         | obtížnost                            | rychlost                             | obtížnost                            | rychlost                             |
| ------------------------------------ | ------------------------------------ | ------------------------------------ | ----------------------------------------------------------- | ------------------------------------ | ------------------------------------ | ------------------------------------ | ------------------------------------ |
| 11.-13. ledna                        | Čchongsong                           | Jižní Korea                          | Ice-climbing.kr Archivováno 21. 1. 2019 na Wayback Machine. | 34+31                                | 33+24                                | 11+12                                | 11+10                                |
| 18.-20. ledna                        | Peking                               | Čína                                 |                                                             | 32+25                                | 34+26                                | 12+10                                | 12+7                                 |
| 24.-26. ledna                        | Saas-Fee                             | Švýcarsko                            | Iceclimbingworldcup.ch Saas-fee.ch                          | 47+26                                | 26+16                                | 16+10                                | 12+8                                 |
| 1.-3. února                          | Rabenstein                           | Itálie                               | Eisklettern.it                                              | 39+24                                | 23+18                                | +                                    | +                                    |
| 7.-9. února                          | Champagny                            | Francie                              |                                                             | 38+26                                | 24+17                                | +                                    | +                                    |
| 22.-24. února                        | Denver                               | USA                                  |                                                             | 35+24                                | 24+17                                | +                                    | +                                    |
| Celkem                               | 6                                    | 6                                    | theuiaa.org/ice-climbing                                    | 74+59                                | 66+51                                | +                                    | +                                    |

### Výsledky mužů - obtížnost
| Výsledky SP v ledolezení na obtížnost 2019 - muži | Výsledky SP v ledolezení na obtížnost 2019 - muži | Výsledky SP v ledolezení na obtížnost 2019 - muži | Výsledky SP v ledolezení na obtížnost 2019 - muži | Výsledky SP v ledolezení na obtížnost 2019 - muži | Výsledky SP v ledolezení na obtížnost 2019 - muži | Výsledky SP v ledolezení na obtížnost 2019 - muži | Výsledky SP v ledolezení na obtížnost 2019 - muži | Výsledky SP v ledolezení na obtížnost 2019 - muži | Výsledky SP v ledolezení na obtížnost 2019 - muži |
| Pořadí                                            | Jméno                                             | Země                                              | Body                                              | Čchongsong                                        | Peking                                            | Saas-Fee                                          | Rabenstein                                        | Champagny                                         | Denver                                            |
| ------------------------------------------------- | ------------------------------------------------- | ------------------------------------------------- | ------------------------------------------------- | ------------------------------------------------- | ------------------------------------------------- | ------------------------------------------------- | ------------------------------------------------- | ------------------------------------------------- | ------------------------------------------------- |
| 1.                                                | Nikolaj Kuzovlev                                  | Rusko                                             | 480                                               | 1. 100                                            | 1. 100                                            | 2. 80                                             | 1. 100                                            | 1. 100                                            | (2. 80)                                           |
| 2.                                                | Pak Hi-jong                                       | Jižní Korea                                       | 342                                               | 3. 65                                             | (8. 40)                                           | 6. 47                                             | 2. 80                                             | 2. 80                                             | 4. 55                                             |
| 3.                                                | Yannick Glatthard                                 | Švýcarsko                                         | 306                                               | —                                                 | —                                                 | 1. 100                                            | 5. 51                                             | 4. 55                                             | 1. 100                                            |
|                                                   |                                                   |                                                   |                                                   |                                                   |                                                   |                                                   |                                                   |                                                   |                                                   |
| 4.                                                | Nathan Clair                                      | Francie                                           | 273                                               | 10. 34                                            | 2. 80                                             | 5. 51                                             | 3. 65                                             | (12. 28)                                          | 7. 43                                             |
| 5.                                                | Lee Younggeon                                     | Jižní Korea                                       | 250                                               | 2. 80                                             | 3. 65                                             | 7. 43                                             | 8. 40                                             | 9. 37                                             | —                                                 |
| 6.                                                | Mohammadreza Safdarian Korouyeh                   | Írán                                              | 214                                               | 17. 18                                            | 4. 55                                             | 4. 55                                             | 7. 43                                             | 7. 43                                             | —                                                 |
| 7.                                                | Kwon Younghye                                     | Jižní Korea                                       | 203                                               | (18. 16)                                          | 5. 51                                             | 9. 37                                             | 10. 34                                            | 10. 34                                            | 6. 47                                             |
| 8.                                                | Lee Chang Hyon                                    | Jižní Korea                                       | 180                                               | 5. 51                                             | 13. 26                                            | 18. 16                                            | 6. 47                                             | 8. 40                                             | —                                                 |
| 9.                                                | Dmitriy Grebennikov                               | Rusko                                             | 179                                               | 6. 47                                             | 17. 18                                            | 34. 0                                             | 9. 37                                             | 5. 51                                             | 13. 26                                            |
| 10.                                               | Alexej Děngin                                     | Rusko                                             | 172                                               | 4. 55                                             | (19. 14)                                          | 15. 22                                            | 12. 28                                            | 18. 16                                            | 5. 51                                             |
|                                                   |                                                   |                                                   |                                                   |                                                   |                                                   |                                                   |                                                   |                                                   |                                                   |
| —                                                 | —                                                 | Česko                                             | —                                                 | —                                                 | —                                                 | —                                                 | —                                                 | —                                                 | —                                                 |
| počet finalistů                                   | počet finalistů                                   | počet finalistů                                   | počet finalistů                                   | 8                                                 | 8                                                 | 8                                                 | 8                                                 | 8                                                 | 8                                                 |
| počet semifinalistů                               | počet semifinalistů                               | počet semifinalistů                               | počet semifinalistů                               | 18                                                | 18                                                | 19                                                | 18                                                | 18                                                | 18                                                |
| bodovaných závodníků                              | bodovaných závodníků                              | bodovaných závodníků                              | 74                                                | 30                                                | 30                                                | 30                                                | 30                                                | 30                                                | 30                                                |
| celkový počet závodníků                           | celkový počet závodníků                           | celkový počet závodníků                           | x                                                 | 34                                                | 32                                                | 47                                                | 39                                                | 38                                                | 35                                                |

### Výsledky mužů - rychlost
| Výsledky SP v ledolezení na rychlost 2019 - muži | Výsledky SP v ledolezení na rychlost 2019 - muži | Výsledky SP v ledolezení na rychlost 2019 - muži | Výsledky SP v ledolezení na rychlost 2019 - muži | Výsledky SP v ledolezení na rychlost 2019 - muži | Výsledky SP v ledolezení na rychlost 2019 - muži | Výsledky SP v ledolezení na rychlost 2019 - muži | Výsledky SP v ledolezení na rychlost 2019 - muži | Výsledky SP v ledolezení na rychlost 2019 - muži | Výsledky SP v ledolezení na rychlost 2019 - muži |
| Pořadí                                           | Jméno                                            | Země                                             | Body                                             | Čchongsong                                       | Peking                                           | Saas-Fee                                         | Rabenstein                                       | Champagny                                        | Denver                                           |
| ------------------------------------------------ | ------------------------------------------------ | ------------------------------------------------ | ------------------------------------------------ | ------------------------------------------------ | ------------------------------------------------ | ------------------------------------------------ | ------------------------------------------------ | ------------------------------------------------ | ------------------------------------------------ |
| 1.                                               | Anton Nemov                                      | Rusko                                            | 455                                              | 1. 100                                           | 4. 55                                            | 1. 100                                           | 1. 100                                           | 1. 100                                           | —                                                |
| 2.                                               | Nikolaj Kuzovlev                                 | Rusko                                            | 365                                              | 2. 80                                            | (5. 51)                                          | 3. 65                                            | 3. 65                                            | 4. 55                                            | 1. 100                                           |
| 3.                                               | Vladislav Iurlov                                 | Rusko                                            | 361                                              | 3. 65                                            | 1. 100                                           | 2. 80                                            | 5. 51                                            | 3. 65                                            | —                                                |
|                                                  |                                                  |                                                  |                                                  |                                                  |                                                  |                                                  |                                                  |                                                  |                                                  |
| 4.                                               | Anton Sucharev                                   | Rusko                                            | 327                                              | 5. 51                                            | 3. 65                                            | 5. 51                                            | 2. 80                                            | 2. 80                                            | —                                                |
| 5.                                               | Vladimir Kartašev                                | Rusko                                            | 241                                              | 6. 47                                            | 2. 80                                            | 6. 47                                            | 4. 55                                            | 20. 12                                           | —                                                |
| 6.                                               | Mohsen Beheshti Rad                              | Írán                                             | 235                                              | 7. 43                                            | 6. 47                                            | 4. 55                                            | 6. 47                                            | 7. 43                                            | —                                                |
| 7.                                               | Dmitriy Grebennikov                              | Rusko                                            | 210                                              | 11. 31                                           | 10. 34                                           | 8. 40                                            | 8. 40                                            | (16. 20)                                         | 3. 65                                            |
| 8.                                               | David Bouffard                                   | Kanada                                           | 168                                              | 17. 18                                           | 15. 22                                           | 15. 22                                           | 13. 26                                           | (0. 0)                                           | 2. 80                                            |
| 9.                                               | Tristan Ladevant                                 | Francie                                          | 112                                              | —                                                | —                                                | 7. 43                                            | 15. 22                                           | 6. 47                                            | —                                                |
| 10.                                              | Marcus Garcia                                    | USA                                              | 102                                              | 14. 24                                           |                                                  | —                                                | 11. 31                                           |                                                  | 6. 47                                            |
|                                                  |                                                  |                                                  |                                                  |                                                  |                                                  |                                                  |                                                  |                                                  |                                                  |
| —                                                | —                                                | Česko                                            | —                                                | —                                                | —                                                | —                                                | —                                                | —                                                | —                                                |
| počet finalistů                                  | počet finalistů                                  | počet finalistů                                  | počet finalistů                                  | 8/4                                              | 8/4                                              | 16                                               | 8/4                                              | 8/4                                              | 8/4                                              |
| počet semifinalistů                              | počet semifinalistů                              | počet semifinalistů                              | počet semifinalistů                              | 16                                               | 16                                               | —                                                | 16                                               | 16                                               | 16                                               |
| bodovaných závodníků                             | bodovaných závodníků                             | bodovaných závodníků                             | 66                                               | 30                                               | 30                                               | 26                                               | 19                                               | 20                                               | 20                                               |
| celkový počet závodníků                          | celkový počet závodníků                          | celkový počet závodníků                          | x                                                | 33                                               | 34                                               | 26                                               | 23                                               | 24                                               | 24                                               |

### Výsledky žen - obtížnost
| Výsledky SP v ledolezení na obtížnost 2019 - ženy | Výsledky SP v ledolezení na obtížnost 2019 - ženy | Výsledky SP v ledolezení na obtížnost 2019 - ženy | Výsledky SP v ledolezení na obtížnost 2019 - ženy | Výsledky SP v ledolezení na obtížnost 2019 - ženy | Výsledky SP v ledolezení na obtížnost 2019 - ženy | Výsledky SP v ledolezení na obtížnost 2019 - ženy | Výsledky SP v ledolezení na obtížnost 2019 - ženy | Výsledky SP v ledolezení na obtížnost 2019 - ženy | Výsledky SP v ledolezení na obtížnost 2019 - ženy |
| Pořadí                                            | Jméno                                             | Země                                              | Body                                              | Čchongsong                                        | Peking                                            | Saas-Fee                                          | Rabenstein                                        | Champagny                                         | Denver                                            |
| ------------------------------------------------- | ------------------------------------------------- | ------------------------------------------------- | ------------------------------------------------- | ------------------------------------------------- | ------------------------------------------------- | ------------------------------------------------- | ------------------------------------------------- | ------------------------------------------------- | ------------------------------------------------- |
| 1.                                                | Marija Tolokoninová                               | Rusko                                             | 500                                               | 1. 100                                            | 1. 100                                            | (8. 40)                                           | 1. 100                                            | 1. 100                                            | 1. 100                                            |
| 2.                                                | Sin Un-son                                        | Jižní Korea                                       | 420                                               | 2. 80                                             | (14. 24)                                          | 1. 100                                            | 2. 80                                             | 2. 80                                             | 2. 80                                             |
| 3.                                                | Eimir McSwiggan                                   | Irsko                                             | 280                                               | 8. 40                                             | 2. 80                                             | (9. 37)                                           | 4. 55                                             | 8. 40                                             | 3. 65                                             |
|                                                   |                                                   |                                                   |                                                   |                                                   |                                                   |                                                   |                                                   |                                                   |                                                   |
| 4.                                                | Song Han Na Le                                    | Jižní Korea                                       | 276                                               | 3. 65                                             | 13. 26                                            | 3. 65                                             | 3. 65                                             | 4. 55                                             | —                                                 |
| 5.                                                | Sina Goetz                                        | Švýcarsko                                         | 247                                               | 4. 55                                             | —                                                 | 2. 80                                             | 5. 51                                             | 17. 18                                            | 7. 43                                             |
| 6.                                                | Enni Bertling                                     | Finsko                                            | 227                                               | 11. 31                                            | 3. 65                                             | 5. 51                                             | 7. 43                                             | 9. 37                                             | (17. 18)                                          |
| 7.                                                | Marion Thomas                                     | Francie                                           | 219                                               | 9. 37                                             | —                                                 | 6. 47                                             | 9. 37                                             | 6. 47                                             | 5. 51                                             |
| 8.                                                | Olga Kosek                                        | Polsko                                            | 194                                               | (18. 16)                                          | 4. 55                                             | 14. 24                                            | 6. 47                                             | 10. 34                                            | 10. 34                                            |
| 9.                                                | Laura Von Allmen                                  | Švýcarsko                                         | 163                                               | 12. 28                                            | —                                                 | 10. 34                                            | 14. 24                                            | 15. 22                                            | 4. 55                                             |
| 10.                                               | Mariam Filippovová                                | Rusko                                             | 150                                               | 13. 26                                            | —                                                 | 4. 55                                             | 13. 26                                            | 7. 43                                             | —                                                 |
|                                                   |                                                   |                                                   |                                                   |                                                   |                                                   |                                                   |                                                   |                                                   |                                                   |
| 48.                                               | Aneta Loužecká                                    | Česko                                             | 13                                                | —                                                 | —                                                 | 26. 5                                             | 23. 8                                             | —                                                 | —                                                 |
| počet finalistek                                  | počet finalistek                                  | počet finalistek                                  | počet finalistek                                  | 8                                                 | 8                                                 | 8                                                 | 8                                                 | 8                                                 | 8                                                 |
| počet semifinalistek                              | počet semifinalistek                              | počet semifinalistek                              | počet semifinalistek                              | 18                                                | 18                                                | 18                                                | 18                                                | 18                                                | 18                                                |
| bodovaných závodnic                               | bodovaných závodnic                               | bodovaných závodnic                               | 59                                                | 31                                                | 25                                                | 26                                                | 24                                                | 26                                                | 24                                                |
| celkový počet závodnic                            | celkový počet závodnic                            | celkový počet závodnic                            | x                                                 | 31                                                | 25                                                | 26                                                | 24                                                | 26                                                | 24                                                |

### Výsledky žen - rychlost
| Výsledky SP v ledolezení na rychlost 2019 - ženy | Výsledky SP v ledolezení na rychlost 2019 - ženy | Výsledky SP v ledolezení na rychlost 2019 - ženy | Výsledky SP v ledolezení na rychlost 2019 - ženy | Výsledky SP v ledolezení na rychlost 2019 - ženy | Výsledky SP v ledolezení na rychlost 2019 - ženy | Výsledky SP v ledolezení na rychlost 2019 - ženy | Výsledky SP v ledolezení na rychlost 2019 - ženy | Výsledky SP v ledolezení na rychlost 2019 - ženy | Výsledky SP v ledolezení na rychlost 2019 - ženy |
| Pořadí                                           | Jméno                                            | Země                                             | Body                                             | Čchongsong                                       | Peking                                           | Saas-Fee                                         | Rabenstein                                       | Champagny                                        | Denver                                           |
| ------------------------------------------------ | ------------------------------------------------ | ------------------------------------------------ | ------------------------------------------------ | ------------------------------------------------ | ------------------------------------------------ | ------------------------------------------------ | ------------------------------------------------ | ------------------------------------------------ | ------------------------------------------------ |
| 1.                                               | Jekatěrina Koščejevová                           | Rusko                                            | 380                                              | 2. 80                                            | 1. 100                                           | 2. 80                                            | 3. 65                                            | 4. 55                                            | —                                                |
| 2.                                               | Marija Tolokoninová                              | Rusko                                            | 375                                              | 1. 100                                           | 3. 65                                            | 4. 55                                            | 4. 55                                            | (5. 51)                                          | 1. 100                                           |
| 3.                                               | Natalja Savická                                  | Rusko                                            | 326                                              | 4. 55                                            | 4. 55                                            | 3. 65                                            | 5. 51                                            | 1. 100                                           | —                                                |
|                                                  |                                                  |                                                  |                                                  |                                                  |                                                  |                                                  |                                                  |                                                  |                                                  |
| 4.                                               | Jekatěrina Feoktistovová                         | Rusko                                            | 284                                              | 14. 24                                           | 2. 80                                            | —                                                | 1. 100                                           | 2. 80                                            | —                                                |
| 5.                                               | Valerija Bogdanová                               | Rusko                                            | 245                                              | —                                                | —                                                | 1. 100                                           | 2. 80                                            | 3. 65                                            | —                                                |
| 6.                                               | Marion Thomas                                    | Francie                                          | 211                                              | 5. 51                                            | 8. 40                                            | —                                                | 8. 40                                            | 6. 47                                            | 3. 65                                            |
| 7.                                               | Mariam Filippovová                               | Rusko                                            | 202                                              | 3. 65                                            | —                                                | 6. 43                                            | 6. 47                                            | 7. 43                                            | —                                                |
| 8.                                               | Kendra Stritch                                   | USA                                              | 194                                              | 8. 40                                            | 12. 28                                           | 7. 43                                            | 7. 43                                            | 8. 40                                            | (12. 28)                                         |
| 9.                                               | Enni Berrtling                                   | Finsko                                           | 173                                              | 10. 34                                           | 10. 34                                           | 10. 34                                           | 10. 34                                           | 9. 37                                            | (11. 31)                                         |
| 10.                                              | Olga Kosek                                       | Polsko                                           | 166                                              | 11. 31                                           | (15. 22)                                         | 11. 31                                           | 11. 31                                           | 13. 26                                           | 6. 47                                            |
|                                                  |                                                  |                                                  |                                                  |                                                  |                                                  |                                                  |                                                  |                                                  |                                                  |
| 25.                                              | Aneta Loužecká                                   | Česko                                            | 20                                               | —                                                | —                                                | 16. 20                                           | 13. 26                                           | —                                                | —                                                |
| počet finalistek                                 | počet finalistek                                 | počet finalistek                                 | počet finalistek                                 | 8/4                                              | 8/4                                              | —                                                | 8/4                                              | 8/4                                              | 8/4                                              |
| počet semifinalistek                             | počet semifinalistek                             | počet semifinalistek                             | počet semifinalistek                             | 16                                               | 16                                               | —                                                | 16                                               | 16                                               | 16                                               |
| bodovaných závodnic                              | bodovaných závodnic                              | bodovaných závodnic                              | 51                                               | 24                                               | 26                                               | 16                                               | 18                                               | 17                                               | 17                                               |
| celkový počet závodnic                           | celkový počet závodnic                           | celkový počet závodnic                           | x                                                | 24                                               | 26                                               | 16                                               | 18                                               | 17                                               | 17                                               |